# Anelaphus guttiventre
Anelaphus guttiventre är en skalbaggsart som först beskrevs av Louis Alexandre Auguste Chevrolat 1862.  Anelaphus guttiventre ingår i släktet Anelaphus och familjen långhorningar.
Artens utbredningsområde är Kuba. Inga underarter finns listade i Catalogue of Life.